# Gnesioceros floridana
Gnesioceros floridana är en plattmaskart. Gnesioceros floridana ingår i släktet Gnesioceros och familjen Planoceridae. Inga underarter finns listade i Catalogue of Life.